# Llista d'asteroides/111301–111400
| Nom      | Designació provisional | Data de descobriment | Lloc de descobriment | Descobridor/s  |
| -------- | ---------------------- | -------------------- | -------------------- | -------------- |
| 111301 - | 2001 XC57              | 11 de desembre, 2001 | Socorro              | LINEAR         |
| 111302 - | 2001 XK58              | 10 de desembre, 2001 | Socorro              | LINEAR         |
| 111303 - | 2001 XT58              | 10 de desembre, 2001 | Socorro              | LINEAR         |
| 111304 - | 2001 XC60              | 10 de desembre, 2001 | Socorro              | LINEAR         |
| 111305 - | 2001 XB61              | 10 de desembre, 2001 | Socorro              | LINEAR         |
| 111306 - | 2001 XW61              | 10 de desembre, 2001 | Socorro              | LINEAR         |
| 111307 - | 2001 XH63              | 10 de desembre, 2001 | Socorro              | LINEAR         |
| 111308 - | 2001 XT64              | 10 de desembre, 2001 | Socorro              | LINEAR         |
| 111309 - | 2001 XY65              | 11 de desembre, 2001 | Socorro              | LINEAR         |
| 111310 - | 2001 XM67              | 10 de desembre, 2001 | Socorro              | LINEAR         |
| 111311 - | 2001 XK68              | 10 de desembre, 2001 | Socorro              | LINEAR         |
| 111312 - | 2001 XT68              | 11 de desembre, 2001 | Socorro              | LINEAR         |
| 111313 - | 2001 XC69              | 11 de desembre, 2001 | Socorro              | LINEAR         |
| 111314 - | 2001 XE73              | 11 de desembre, 2001 | Socorro              | LINEAR         |
| 111315 - | 2001 XZ73              | 11 de desembre, 2001 | Socorro              | LINEAR         |
| 111316 - | 2001 XJ74              | 11 de desembre, 2001 | Socorro              | LINEAR         |
| 111317 - | 2001 XZ74              | 11 de desembre, 2001 | Socorro              | LINEAR         |
| 111318 - | 2001 XH75              | 11 de desembre, 2001 | Socorro              | LINEAR         |
| 111319 - | 2001 XQ75              | 11 de desembre, 2001 | Socorro              | LINEAR         |
| 111320 - | 2001 XW75              | 11 de desembre, 2001 | Socorro              | LINEAR         |
| 111321 - | 2001 XS76              | 11 de desembre, 2001 | Socorro              | LINEAR         |
| 111322 - | 2001 XT76              | 11 de desembre, 2001 | Socorro              | LINEAR         |
| 111323 - | 2001 XS77              | 11 de desembre, 2001 | Socorro              | LINEAR         |
| 111324 - | 2001 XU79              | 11 de desembre, 2001 | Socorro              | LINEAR         |
| 111325 - | 2001 XX79              | 11 de desembre, 2001 | Socorro              | LINEAR         |
| 111326 - | 2001 XJ81              | 11 de desembre, 2001 | Socorro              | LINEAR         |
| 111327 - | 2001 XP84              | 11 de desembre, 2001 | Socorro              | LINEAR         |
| 111328 - | 2001 XZ85              | 11 de desembre, 2001 | Socorro              | LINEAR         |
| 111329 - | 2001 XW87              | 14 de desembre, 2001 | Desert Eagle         | W. K. Y. Yeung |
| 111330 - | 2001 XX87              | 14 de desembre, 2001 | Desert Eagle         | W. K. Y. Yeung |
| 111331 - | 2001 XV88              | 9 de desembre, 2001  | Socorro              | LINEAR         |
| 111332 - | 2001 XF89              | 10 de desembre, 2001 | Socorro              | LINEAR         |
| 111333 - | 2001 XR90              | 10 de desembre, 2001 | Socorro              | LINEAR         |
| 111334 - | 2001 XM93              | 10 de desembre, 2001 | Socorro              | LINEAR         |
| 111335 - | 2001 XL94              | 10 de desembre, 2001 | Socorro              | LINEAR         |
| 111336 - | 2001 XW94              | 10 de desembre, 2001 | Socorro              | LINEAR         |
| 111337 - | 2001 XE95              | 10 de desembre, 2001 | Socorro              | LINEAR         |
| 111338 - | 2001 XN95              | 10 de desembre, 2001 | Socorro              | LINEAR         |
| 111339 - | 2001 XY95              | 10 de desembre, 2001 | Socorro              | LINEAR         |
| 111340 - | 2001 XL96              | 10 de desembre, 2001 | Socorro              | LINEAR         |
| 111341 - | 2001 XO96              | 10 de desembre, 2001 | Socorro              | LINEAR         |
| 111342 - | 2001 XE97              | 10 de desembre, 2001 | Socorro              | LINEAR         |
| 111343 - | 2001 XT98              | 10 de desembre, 2001 | Socorro              | LINEAR         |
| 111344 - | 2001 XS99              | 10 de desembre, 2001 | Socorro              | LINEAR         |
| 111345 - | 2001 XC102             | 11 de desembre, 2001 | Socorro              | LINEAR         |
| 111346 - | 2001 XS103             | 14 de desembre, 2001 | Socorro              | LINEAR         |
| 111347 - | 2001 XL105             | 7 de desembre, 2001  | Socorro              | LINEAR         |
| 111348 - | 2001 XD107             | 10 de desembre, 2001 | Socorro              | LINEAR         |
| 111349 - | 2001 XF107             | 10 de desembre, 2001 | Socorro              | LINEAR         |
| 111350 - | 2001 XW107             | 10 de desembre, 2001 | Socorro              | LINEAR         |
| 111351 - | 2001 XZ107             | 10 de desembre, 2001 | Socorro              | LINEAR         |
| 111352 - | 2001 XC109             | 10 de desembre, 2001 | Socorro              | LINEAR         |
| 111353 - | 2001 XE109             | 10 de desembre, 2001 | Socorro              | LINEAR         |
| 111354 - | 2001 XQ109             | 11 de desembre, 2001 | Socorro              | LINEAR         |
| 111355 - | 2001 XF112             | 11 de desembre, 2001 | Socorro              | LINEAR         |
| 111356 - | 2001 XY112             | 11 de desembre, 2001 | Socorro              | LINEAR         |
| 111357 - | 2001 XB113             | 11 de desembre, 2001 | Socorro              | LINEAR         |
| 111358 - | 2001 XQ114             | 13 de desembre, 2001 | Socorro              | LINEAR         |
| 111359 - | 2001 XX114             | 13 de desembre, 2001 | Socorro              | LINEAR         |
| 111360 - | 2001 XO120             | 14 de desembre, 2001 | Socorro              | LINEAR         |
| 111361 - | 2001 XP120             | 14 de desembre, 2001 | Socorro              | LINEAR         |
| 111362 - | 2001 XA121             | 14 de desembre, 2001 | Socorro              | LINEAR         |
| 111363 - | 2001 XC126             | 14 de desembre, 2001 | Socorro              | LINEAR         |
| 111364 - | 2001 XL126             | 14 de desembre, 2001 | Socorro              | LINEAR         |
| 111365 - | 2001 XQ126             | 14 de desembre, 2001 | Socorro              | LINEAR         |
| 111366 - | 2001 XM127             | 14 de desembre, 2001 | Socorro              | LINEAR         |
| 111367 - | 2001 XU127             | 14 de desembre, 2001 | Socorro              | LINEAR         |
| 111368 - | 2001 XR131             | 14 de desembre, 2001 | Socorro              | LINEAR         |
| 111369 - | 2001 XF132             | 14 de desembre, 2001 | Socorro              | LINEAR         |
| 111370 - | 2001 XH133             | 14 de desembre, 2001 | Socorro              | LINEAR         |
| 111371 - | 2001 XY136             | 14 de desembre, 2001 | Socorro              | LINEAR         |
| 111372 - | 2001 XA137             | 14 de desembre, 2001 | Socorro              | LINEAR         |
| 111373 - | 2001 XV137             | 14 de desembre, 2001 | Socorro              | LINEAR         |
| 111374 - | 2001 XS145             | 14 de desembre, 2001 | Socorro              | LINEAR         |
| 111375 - | 2001 XQ147             | 14 de desembre, 2001 | Socorro              | LINEAR         |
| 111376 - | 2001 XK148             | 14 de desembre, 2001 | Socorro              | LINEAR         |
| 111377 - | 2001 XJ149             | 14 de desembre, 2001 | Socorro              | LINEAR         |
| 111378 - | 2001 XT150             | 14 de desembre, 2001 | Socorro              | LINEAR         |
| 111379 - | 2001 XX150             | 14 de desembre, 2001 | Socorro              | LINEAR         |
| 111380 - | 2001 XB151             | 14 de desembre, 2001 | Socorro              | LINEAR         |
| 111381 - | 2001 XP152             | 14 de desembre, 2001 | Socorro              | LINEAR         |
| 111382 - | 2001 XN153             | 14 de desembre, 2001 | Socorro              | LINEAR         |
| 111383 - | 2001 XN154             | 14 de desembre, 2001 | Socorro              | LINEAR         |
| 111384 - | 2001 XA156             | 14 de desembre, 2001 | Socorro              | LINEAR         |
| 111385 - | 2001 XW157             | 14 de desembre, 2001 | Socorro              | LINEAR         |
| 111386 - | 2001 XM158             | 14 de desembre, 2001 | Socorro              | LINEAR         |
| 111387 - | 2001 XY158             | 14 de desembre, 2001 | Socorro              | LINEAR         |
| 111388 - | 2001 XF159             | 14 de desembre, 2001 | Socorro              | LINEAR         |
| 111389 - | 2001 XM160             | 14 de desembre, 2001 | Socorro              | LINEAR         |
| 111390 - | 2001 XS160             | 14 de desembre, 2001 | Socorro              | LINEAR         |
| 111391 - | 2001 XW162             | 14 de desembre, 2001 | Socorro              | LINEAR         |
| 111392 - | 2001 XL164             | 14 de desembre, 2001 | Socorro              | LINEAR         |
| 111393 - | 2001 XY165             | 14 de desembre, 2001 | Socorro              | LINEAR         |
| 111394 - | 2001 XQ167             | 14 de desembre, 2001 | Socorro              | LINEAR         |
| 111395 - | 2001 XK168             | 14 de desembre, 2001 | Socorro              | LINEAR         |
| 111396 - | 2001 XG169             | 14 de desembre, 2001 | Socorro              | LINEAR         |
| 111397 - | 2001 XA171             | 14 de desembre, 2001 | Socorro              | LINEAR         |
| 111398 - | 2001 XC171             | 14 de desembre, 2001 | Socorro              | LINEAR         |
| 111399 - | 2001 XK173             | 14 de desembre, 2001 | Socorro              | LINEAR         |
| 111400 - | 2001 XB175             | 14 de desembre, 2001 | Socorro              | LINEAR         |